# ブローパイプ (ミサイル)
ブローパイプ（Blowpipe）は、1960年代にイギリスのショーツ社が開発した携帯式防空ミサイルシステム。

## 開発に至る経緯
1960年代初頭、ショーツ社は会社独自の資金によって携SAMの開発に着手し、1964年には国防省にブローパイプと呼ばれる試験飛行体のパンフレットを提出した。これは同社が海軍向けに開発したシーキャットの目視線指令誘導（CLOS）技術を流用しており、国防参謀総長 マウントバッテン元帥は積極的に熱意を示したが、空軍は陸軍部隊の航空機識別能力に懐疑的で、敵味方識別装置を組み込むことを要求した。
当時、このような兵器に関する要求は具体化していなかったため、陸軍参謀本部は新たに参謀目標を作成したが、ブローパイプが参謀目標事項（NGST.3156）に合致するには数度の修正が必要であった。その後、NGSR.3156として要求の段階に移行して、1968年からは国防省により開発資金の提供を受けるようになり、RF.268として航空省の型番も付与された。
1965年には最初の試射を成功させ、1966年9月のファーンボロー国際航空ショーで公表された。また1968年後半には有人システムによる試射が開始され、1972年には研究開発の段階を終了して、イギリス陸軍による最終評価に移行した。同年には初期の量産契約が締結されて、1974年には量産システムが完成、1975年よりイギリス陸軍での運用を開始した。なお参謀目標が作成された時点では「ダガー」と称されていたが、ミサイルに冷鋼の名前を付ける慣例に従い、就役時にはメーカーがもともと用いていた「ブローパイプ」という名称が採用された。

## 設計
ブローパイプ・システムは、ミサイルを封入して発射筒を兼ねるキャニスターと、これに装着する照準装置によって構成される。ミサイルの中央部分に弾頭、機首の先端に信管、弾体前部には誘導装置、後部にロケットモーターが配置されている。

### 誘導装置
ミサイルの誘導方式としては目視線指令誘導（CLOS）が採用された。
飛行の初期段階では、ミサイルの排気口付近に設置された発光信号を照準装置を通じて赤外線探知して自動追尾するが、この自動誘導は2-3秒で終了するため、ある程度の距離の目標に対しては、射手が照準装置のジョイスティックを操作してミサイルを操縦し、無線通信を通じて指令信号を送信する。ただしこの場合も、目標を精密に追尾する必要はなく、照準装置の単眼鏡の視野に目標を捉えていればよい。
やや先行して開発された携SAMであるアメリカ合衆国のレッドアイやソビエト連邦のグレイルは赤外線誘導方式を採用していたのに対し、ブローパイプではCLOS方式としたことで射手による操作が複雑になる一方、目標の前方象限からでも交戦可能となった。ショーツ社としては、これらの先発品よりもブローパイプのほうが有効であると考えていた。
照準装置は、右側にピストルグリップが付いた自己完結型の発射・制御パックで、無線送信機、自動収集装置、単眼照準器、オプションのIFFインテロゲーター・システムが含まれている。単眼の照準器には5倍の倍率があり、射程距離の推定を助けるとともに横風を加味する機能もある。

### 弾頭部
ブローパイプは、成形炸薬弾頭および爆風破片効果弾頭を搭載しており、重さはそれぞれ約1.81kg（4ポンド）である。信管は着発および近接信管である。ショーツ社は、対地目標にも有効であると考えていた。
なお指令信号が途絶えて5秒で、ミサイルは自動的に自爆する。

### 推進装置
ロイヤル・オードナンスおよびインペリアル・メタル・インダストリーズ製の2段式固体燃料ロケットを搭載している。
ブースターは燃焼時間を0.2秒と短くすることで、射手が爆炎に曝されることを防いでいる。また適切な角度を付した小孔に燃焼ガスを誘導することで弾体にロールを与えている。サスティナーはクレークと称され、ロケットエンジンの推進剤としてはダブルベース火薬が採用された。サスティナーの排気は、燃焼を終えたブースターを通って噴出する。

## 配備

### 運用史
1982年のフォークランド紛争ではイギリス軍・アルゼンチン軍の双方が使用し、ハリアーGR.3攻撃機1機を撃墜した。
1983年には発展型のジャベリンの開発が発表された。イギリスでは1985年にブローパイプの運用を終了し、1993年には生産も終了した。合計生産数は21,000発であった。
なお潜水艦搭載用として、ブローパイプの6連装発射機を昇降式マストに格納したSLAM（Submarine-Launched Airflight Missile）が開発されており、イギリス海軍のほかイスラエル海軍および南アメリカのいずれかの国が導入したといわれる。ただし導入直後に運用終了となったといわれる。

### 採用国と運用者
- アフガニスタン - ムジャーヒディーン[1]
- アルゼンチン - 陸軍、特殊部隊および海兵隊（英語版）[1]
- エクアドル - 陸軍[1]
- オマーン - 陸軍[1]
- カタール - 陸軍[1]
- カナダ - カナダ軍[1]
- ニカラグア - コントラ[1]
- タイ - 空軍[1]
- ナイジェリア - 陸軍[1]
- ポルトガル - 陸軍[1]
- マラウイ - 陸軍[1]